# Treillis soudé

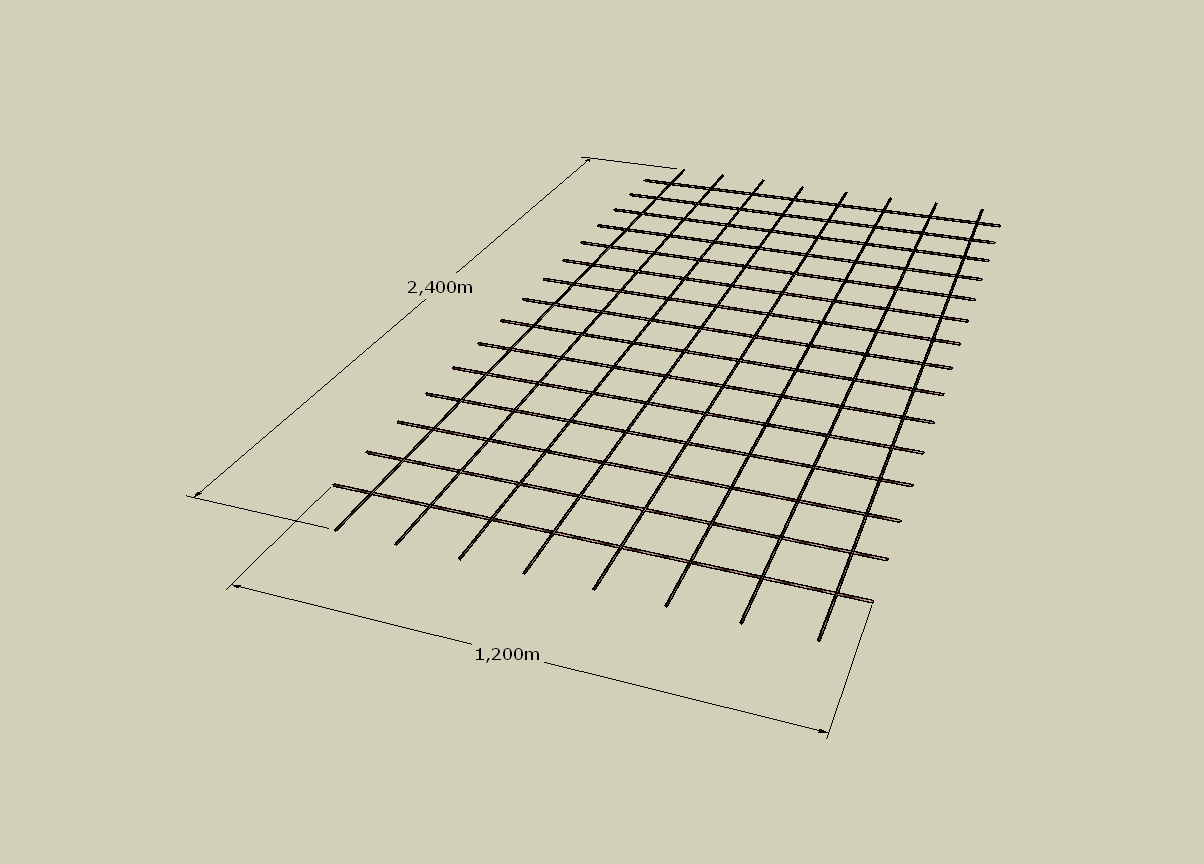
Exemple de treillis soudé de

Un treillis soudé est une armature pour le béton armé, présentée en plaques ou en rouleaux, de barres d'armature croisées et assemblées par soudure. Ils sont utilisés comme alternative aux barres isolées qui doivent être assemblées (ferraillage) une à une.
Les tailles des nappes, de la maille de soudure, des diamètres des barres, varient selon le besoin. Généralement, on utilise des plaques de 2,4 × 6 m et du rouleau standard d'aciers de petit diamètre à dérouler et à couper.

## En France

### Les treillis soudés standard
En France, les treillis standard sont divisés en deux catégories et définis par l'ADETS[réf. nécessaire] : de surface ou de structure.
Ils comprennent 18 produits sur stocks :
- 4 treillis de surface (3 panneaux NF A 35-024 et 1 panneau NF A 35-080-2) ;
- 11 treillis de structure (NF A 35-080-2).

### Les treillis spéciaux
Ce sont des panneaux à dimension dont la section est adaptée aux calculs du BET structures[réf. nécessaire].
- largeur jusqu'à 3 m ;
- longueur jusqu'à 12 m ;
- section d'acier jusqu'à 30 cm2/m.

## En Suisse
En Suisse les plaques standards sont de 2 × 5 m.